# Polarno-Alpejski Ogród Botaniczny w Kirowsku
Polarno-Alpejski Ogród Botaniczny w Kirowsku – jeden z trzech najbardziej na północ położonych ogrodów botanicznych świata. Leży on w europejskiej części Rosji za Kręgiem Polarnym u podnóża Chibin, gór Półwyspu Kolskiego. Został on założony w 1931 roku. Zobaczyć w nim można wiele roślin rodzimych, rosną tu także rośliny z wszystkich zakątków świata, głównie z gór (np. Kaukazu, Uralu, G.Skalistych) oraz terenów o surowym klimacie (np. Patagonii, Czukotki). Ogród posiada także wspaniałe oranżerie, w których rosną rozmaite rośliny z tropików oraz sukulenty.